# 29 iunie
ianuarie • februarie • martie  • aprilie  • mai  • iunie  • iulie  • august  • septembrie  • octombrie  • noiembrie  • decembrie
29 iunie este a 180-a zi a calendarului gregorian și a 181-a zi în anii bisecți. Mai sunt 185 de zile până la sfârșitul anului.

## Evenimente
- 0120: O diplomă militară descoperită la Porolissum (azi, satul Moigrad din județul Sălaj) menționează pentru prima dată un guvernator al Daciei Superior, Cn. Minucius Faustinus Sex. Iulius Severus
- 1400: Începutul domniei lui Alexandru cel Bun în Moldova (până 1 ianuarie 1432); Alexandru cel Bun a consolidat statul pe plan extern și intern, a aplanat conflictul cu Patriarhia din Constantinopol, care a recunoscut Mitropolia de la Suceava (1401), a înființat episcopiile din Roman și Rădăuți și a clădit mânăstirile Moldovița și Bistrița.
- 1521: Scrisoarea lui Neacșu din Câmpulung către Johannes Benkner, judele Brașovului; scrisoarea, datată din 29 iunie 1521, reprezintă primul text redactat în limba română, cu caractere slavone care s-a păstrat.
- 1613: Teatrul londonez „Globe" arde în timpul unei reprezentații cu piesa lui Shakespeare Henry al VIII-lea
- 1880: Franța anexează Tahiti.
- 1866: Parlamentul României adoptă Legea Fundamentală, cea mai longevivă (1866-1923) și cea mai importantă realizare a domniei lui Carol I.
- 1941: Al Doilea Război Mondial: Se sfârșește acțiunea trupelor sovietice de măcelărire a prizonierilor în celulele lor sau prin marșuri ale morții, acțiune inițiată în ajunul invaziei naziste în URSS, la 22 iunie. Aproximativ 12.000 persoane (majoritatea polonezi, ucraineni și evrei) au fost uciși.
- 1986: Argentina câștigă Campionatul Mondial de Fotbal.
- 1995: Navele spațiale Atlantis (SUA) și Mir (Rusia) s-au unit, formând astfel cel mai mare satelit artificial care a orbitat vreodată în jurul Pământului.
- 2019: La Congresul extraordinar al PSD, Viorica Dăncilă a fost aleasă noul președinte al partidului cu 2.828 voturi. Contracandidații ei au fost: Liviu Pleșoianu (715 voturi), Șerban Nicolae (375 voturi) și Ecaterina Andronescu (50 voturi). Funcția de președinte executiv a fost câștigată de Eugen Teodorovici cu 2.463 voturi, iar funcția de secretar general de Mihai Fifor cu 2.366 de voturi.[1]

## Nașteri
- 1136: Petronilla I a Aragonului, regină a Aragonului  (d. 1173)
- 1482: Maria de Aragon, regină a Portugaliei (d. 1517)
- 1716: Joseph Stepling, savant germano-ceh (d. 1778)

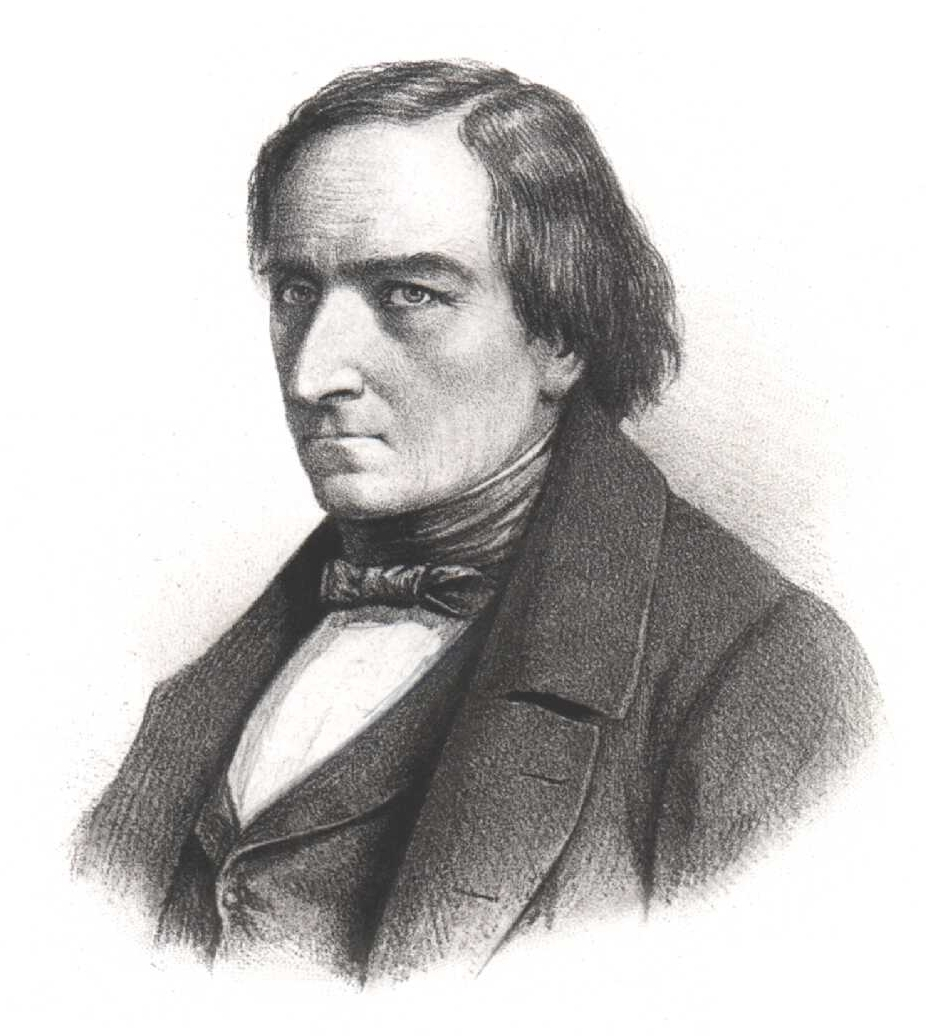
Joseph Ressel (n. 1793)

- 1793: Josef Ressel, silvicultor și inventator al elicei austriac (d. 1857)
- 1798: Giacomo Leopardi, poet italian (d. 1837)
- 1798: Willibald Alexis, scriitor german (d. 1871)
- 1799: François-Auguste Biard, pictor francez (d. 1882)
- 1818: Angelo Secchi, astronom italian (d. 1878)
- 1819: Nicolae Bălcescu, istoric, scriitor și revoluționar român (d. 1852)
- 1873: Petre Antonescu, arhitect român (d. 1965)
- 1837: Petre P. Carp, politician român (d. 1919)
- 1873: Leo Frobenius, etnolog german (d. 1938)

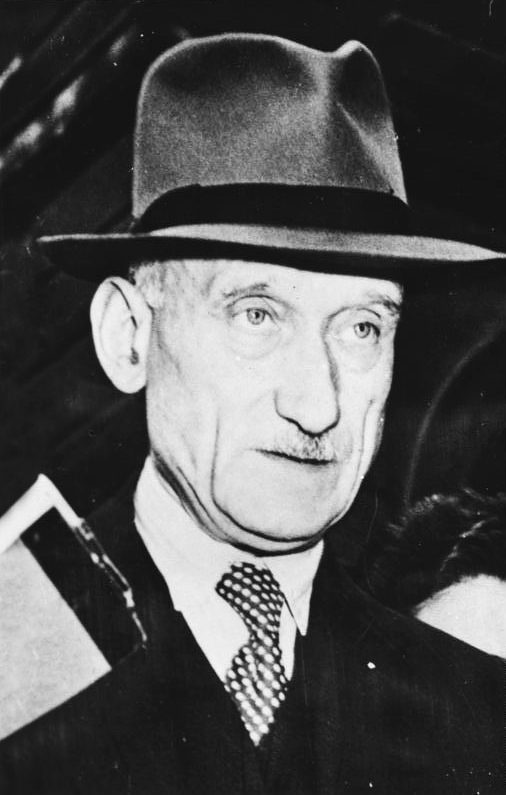
Robert Schuman (n. 1886)

- 1886: Robert Schuman, politician, avocat, om de stat și diplomat francez (d. 1963)
- 1891: Petre Andrei, sociolog și politician român (d. 1940)
- 1893: Demostene Botez, poet român (d. 1973)
- 1900: Mac Constantinescu, sculptor român (d. 1979)
- 1900: Antoine de Saint-Exupéry, scriitor și aviator francez (d. 1944)
- 1911: Bernard Herrmann, dirijor și compozitor american (d. 1975)
- 1916: Mario Carotenuto, actor italian (d. 1995)
- 1921: Harry Schell, pilot american de Formula 1 (d. 1960)
- 1923: Lella Cincu, soprană română (d. 2008)
- 1925: Giorgio Napolitano, politician, președinte al Italiei în perioada 2006-2015 (d. 2023)
- 1927: Mihai Ioan Botez, neurolog român (d. 1998)
- 1929: Oriana Fallaci, jurnalistă și scriitoare italiană (d. 2006)
- 1944: Gary Busey, actor, producător, muzician și compozitor american
- 1947: Brian Herbert, scriitor american
- 1947: Lică Sainciuc, artist plastic din Republica Moldova
- 1948: Ian Paice, muzician, textier și baterist britanic (Deep Purple)
- 1954: Radu Aldulescu, scriitor român
- 1954: Pavel Todoran, politician român
- 1957: Gurbangulî Berdîmuhamedov, politician turkmen
- 1958: Oana Lungescu, purtător de cuvânt al NATO
- 1969: Costin Mărculescu, actor și cântăreț român (d. 2020)
- 1975: Șerban Pavlu, actor român
- 1978: Andrei Gorzo, critic de film român
- 1978: Nicole Scherzinger, cântăreață, dansatoare, autoare, actriță, compozitoare și muziciană americană
- 1979: Clementine Ford, actriță americană
- 1988: Adrian Mannarino, jucător francez de tenis
- 1988: Éver Banega, fotbalist argentinian
- 1994: Elina Born, cântăreață estoniană

## Decese
- 1861: Elizabeth Barrett Browning, poetă britanică (n. 1806)
- 1863: Ioan Alexi, episcop greco-catolic român (n. 1801)
- 1895: Thomas Henry Huxley, biolog și om de știință britanic (n. 1825)
- 1904: Gheorghe Ionescu-Gion, profesor, istoric, ziarist, publicist român (n. 1857)
- 1940: Paul Klee, artist plastic elvețian (n. 1879)
- 1954: Hugo Dingler, om de știință și filozof german (n. 1881)
- 1987: Victor Mercea, fizician român (n. 1924)
- 1990: Irving Wallace, scriitor american (n. 1916)
- 1995: Lana Turner, actriță americană de film (n. 1921)
- 2000: Vittorio Gassman, actor și regizor italian de film (n. 1922)
- 2003: Katharine Hepburn, actriță americană (n. 1907)
- 2020: Carl Reiner, actor american (n. 1922)
- 2021: Donald Rumsfeld, politician american (n. 1932)
- 2023: Alan Arkin, actor american (n. 1934)

## Sărbători
- Sărbători religioase
  - Sf. Simon Petru, martir roman, römischer Märtyrer, episcop (calendar evanghelic, anglican, catolic, ortodox)
  - Sf. Apostol Pavel din Tars, teolog și misionar, martir (calendar evangelic, catolic)
  - Sărbătoarea Sfinților Petru și Pavel,  sărbătoare liturgică (calendar anglican, evanghelic, catolic, orthodox)
- Sărbători naționale
  - România: Ziua Penitenciarelor
  - Seychelles: Ziua Independenței
- Sărbători internațională 
  - Ziua Internațională a Dunării